# Клаус (Форарльберг)
Клаус (нім. Klaus) — містечко та громада округу Фельдкірх в землі Форарльберг, Австрія. Клаус лежить на висоті 507 м над рівнем моря і займає площу 5,24 км². Громада налічує 3102 мешканців. Густота населення 592/км².  
Округ Фельдкірх лежить на самому заході Австрії, на кордонах із Швейцарією та Ліхтенштейном. Це високорірний альпійський регіон. Населення округу, як і всього Форальбергу, розмовляє алеманським діалектом німецької мови, а тому ближче до швейцарців, ніж до населення більшої частини Австрії, яке розмовляє баварсько-австрійським діалектом. Округ, основною індустрією якого є туризм, має розвинуту мережу сполучення, численні гірськолижні траси й спортивні курорти з готелями та іншою інфраструктурою. 
|                                |
| Клаус на мапі округу та землі. |

Адреса управління громади: Anna Henslerstraße 15, 6833 Klaus (Vorarlberg). 
У громаді є гаупт і фольк школи. В гаупт школі навчаються також діти з Фраксерна та Вайлера. Є дитячий садок.  

## Демографія
Історична динаміка населення міста за даними сайту Statistik Austria